# Mistrzostwa Afryki w Piłce Siatkowej Kobiet 2019
Mistrzostwa Afryki w Piłce Siatkowej Kobiet 2019 – 19. edycja mistrzostw rozegrana została w dniach 9 – 14 lipca 2019 roku w stolicy Egiptu, Kairze. W rozgrywkach wystartowało 7 reprezentacji narodowych.

## Uczestnicy
Algieria

 Botswana

 Egipt

 Kamerun

 Kenia

 Maroko

 Senegal

### Skład grup
| Grupa A | Grupa B  |
| ------- | -------- |
| Egipt   | Kamerun  |
| Senegal | Kenia    |
| Maroko  | Botswana |
|         | Algieria |

## System rozgrywek
W fazie grupowej drużyny w grupach rozegrały między sobą mecze, "każdy z każdym". Drużyny z ostatnich miejsc w grupach po zakończeniu fazy grupowej utworzyły parę rywalizującą o miejsca 5.-7.: zwycięzca meczów zagrał spotkanie o 5. miejsce z drużyną z 3. miejsca w grupie B, a przegrany zajął 7. miejsce w końcowej klasyfikacji. Po dwa najlepsze zespoły z grup awansowały do półfinałów, których zwycięzcy zagrali mecz finałowy, a przegrani - o 3. miejsce

## Rozgrywki

### Faza grupowa

#### Grupa A
Tabela
| Lp. | Drużyna | Mecze | Mecze   | Mecze   | Pkt | Sety | Sety | Sety  | Małe punkty | Małe punkty | Małe punkty |
| Lp. | Drużyna | M     | W (3:2) | P (2:3) | Pkt | wyg. | prz. | ratio | zdob.       | str.        | ratio       |
| --- | ------- | ----- | ------- | ------- | --- | ---- | ---- | ----- | ----------- | ----------- | ----------- |
| 1   | Egipt   | 2     | 2 (1)   | 0 (0)   | 5   | 6    | 2    | 3.000 | 180         | 143         | 1.259       |
| 2   | Senegal | 2     | 1 (0)   | 1 (0)   | 3   | 3    | 3    | 1.000 | 132         | 128         | 1.031       |
| 3   | Maroko  | 2     | 0 (0)   | 2 (1)   | 1   | 2    | 6    | 0.333 | 141         | 182         | 0.775       |

Źródło: cavb.org
Punktacja: 3:0 i 3:1 – 3 pkt; 3:2 – 2 pkt; 2:3 – 1 pkt; 1:3 i 0:3 – 0 pkt
Zasady ustalania kolejności: 1. liczba zwycięstw; 2. liczba punktów; 3. stosunek setów; 4. stosunek małych punktów; 5. bilans w bezpośrednich meczach
     awans do półfinału
     mecz o 5. miejsce
     mecze o miejsca 5.-7.
Wyniki
| Data  | Godz. | Drużyna 1 | Wynik | Drużyna 2 | 1     | 2     | 3     | 4     | 5    | Widzów | * |
| ----- | ----- | --------- | ----- | --------- | ----- | ----- | ----- | ----- | ---- | ------ | - |
| 9.07  | 20:30 | Egipt     | 3:0   | Senegal   | 25:15 | 25:21 | 25:19 |       |      |        |   |
| 10.07 | 20:00 | Egipt     | 3:2   | Maroko    | 25:16 | 21:25 | 25:13 | 19:25 | 15:9 | 250    | 6 |
| 11.07 | 10:00 | Maroko    | 0:3   | Senegal   | 25:27 | 11:25 | 17:25 |       |      |        |   |

#### Grupa B
Tabela
| Lp. | Drużyna  | Mecze | Mecze   | Mecze   | Pkt | Sety | Sety | Sety  | Małe punkty | Małe punkty | Małe punkty |
| Lp. | Drużyna  | M     | W (3:2) | P (2:3) | Pkt | wyg. | prz. | ratio | zdob.       | str.        | ratio       |
| --- | -------- | ----- | ------- | ------- | --- | ---- | ---- | ----- | ----------- | ----------- | ----------- |
| 1   | Kenia    | 3     | 3 (1)   | 0 (0)   | 8   | 9    | 2    | 4.500 | 256         | 220         | 1.164       |
| 2   | Kamerun  | 3     | 2 (0)   | 1 (1)   | 7   | 8    | 3    | 2.667 | 265         | 195         | 1.359       |
| 3   | Algieria | 3     | 1 (0)   | 2 (0)   | 3   | 3    | 7    | 0.429 | 206         | 228         | 0.904       |
| 4   | Botswana | 3     | 0 (0)   | 3 (0)   | 0   | 1    | 9    | 0.111 | 161         | 245         | 0.657       |

Źródło: cavb.org
Punktacja: 3:0 i 3:1 – 3 pkt; 3:2 – 2 pkt; 2:3 – 1 pkt; 1:3 i 0:3 – 0 pkt
Zasady ustalania kolejności: 1. liczba zwycięstw; 2. liczba punktów; 3. stosunek setów; 4. stosunek małych punktów; 5. bilans w bezpośrednich meczach
     awans do półfinału
     mecz o 5. miejsce
     mecze o miejsca 5.-7.
Wyniki
| Data  | Godz. | Drużyna 1 | Wynik | Drużyna 2 | 1     | 2     | 3     | 4     | 5     | Widzów | * |
| ----- | ----- | --------- | ----- | --------- | ----- | ----- | ----- | ----- | ----- | ------ | - |
| 9.07  | 16:00 | Botswana  | 0:3   | Kamerun   | 12:25 | 17:25 | 10:25 |       |       |        |   |
| 9.07  | 18:00 | Kenia     | 3:0   | Algieria  | 25:19 | 25:21 | 25:21 |       |       |        |   |
| 10.07 | 16:00 | Botswana  | 0:3   | Kenia     | 16:25 | 18:25 | 11:25 |       |       | 100    | 4 |
| 10.07 | 18:00 | Kamerun   | 3:0   | Algieria  | 25:21 | 25:5  | 26:24 |       |       | 220    | 5 |
| 11.07 | 18:00 | Algieria  | 3:1   | Botswana  | 25:15 | 20:25 | 25:18 | 25:19 |       |        |   |
| 11.07 | 20:00 | Kenia     | 3:2   | Kamerun   | 18:25 | 16:25 | 27:25 | 30:28 | 15:11 |        |   |

### Faza finałowa

#### Mecze o miejsca 5-7.
| Data  | Godz. | Drużyna 1 | Wynik | Drużyna 2 | 1     | 2     | 3     | 4     | 5     | Widzów | *  |
| ----- | ----- | --------- | ----- | --------- | ----- | ----- | ----- | ----- | ----- | ------ | -- |
| 13.07 | 16:00 | Maroko    | 3:2   | Botswana  | 23:25 | 25:23 | 25:16 | 24:26 | 16:14 | 300    | 10 |

#### Półfinały
| Data  | Godz. | Drużyna 1 | Wynik | Drużyna 2 | 1     | 2     | 3     | 4 | 5 | Widzów | *  |
| ----- | ----- | --------- | ----- | --------- | ----- | ----- | ----- | - | - | ------ | -- |
| 13.07 | 19:00 | Egipt     | 0:3   | Kamerun   | 23:25 | 21:25 | 18:25 |   |   | 0      | 11 |
| 13.07 | 21:00 | Kenia     | 3:0   | Senegal   | 25:13 | 25:13 | 25:20 |   |   | 400    | 12 |

#### Mecz o 5. miejsce
| Data  | Godz. | Drużyna 1 | Wynik | Drużyna 2 | 1     | 2     | 3     | 4 | 5 | Widzów | * |
| ----- | ----- | --------- | ----- | --------- | ----- | ----- | ----- | - | - | ------ | - |
| 14.07 | 16:00 | Maroko    | 0:3   | Algieria  | 23:25 | 14:25 | 20:25 |   |   |        |   |

#### Mecz o 3. miejsce
| Data  | Godz. | Drużyna 1 | Wynik | Drużyna 2 | 1     | 2     | 3     | 4     | 5 | Widzów | * |
| ----- | ----- | --------- | ----- | --------- | ----- | ----- | ----- | ----- | - | ------ | - |
| 14.07 | 18:00 | Egipt     | 1:3   | Senegal   | 17:25 | 17:25 | 25:14 | 26:28 |   |        |   |

#### Finał
| Data  | Godz. | Drużyna 1 | Wynik | Drużyna 2 | 1     | 2     | 3     | 4     | 5     | Widzów | * |
| ----- | ----- | --------- | ----- | --------- | ----- | ----- | ----- | ----- | ----- | ------ | - |
| 14.07 | 20:00 | Kamerun   | 3:2   | Kenia     | 25:17 | 25:27 | 25:23 | 23:25 | 16:14 |        |   |

## Klasyfikacja końcowa
| Miejsce | Reprezentacja |
| ------- | ------------- |
| złoto   | Kamerun       |
| srebro  | Kenia         |
| brąz    | Senegal       |
| 4.      | Egipt         |
| 5.      | Algieria      |
| 6.      | Maroko        |
| 7.      | Botswana      |